# Biegun niebieski

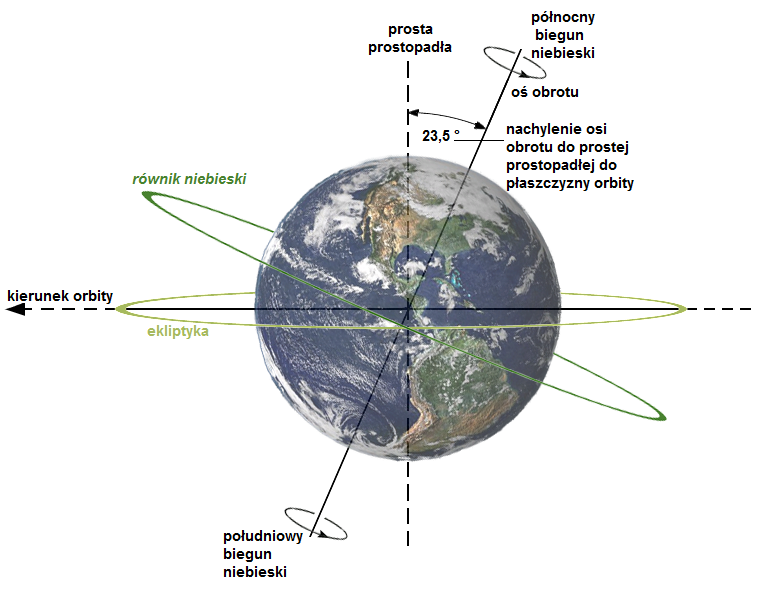

Biegun niebieski – punkt przebicia sfery niebieskiej przez jej oś obrotu, zwaną też osią świata. Oś świata jest zawsze równoległa do osi rotacji planety lub księżyca, co powoduje że bieguny niebieskie na innych ciałach mają inne położenie względem gwiazd. 

## Ziemia
Północny biegun niebieski Ziemi znajduje się obecnie w okolicy Gwiazdy Polarnej gwiazdozbioru Małej Niedźwiedzicy. Natomiast biegun południowy w okolicy gwiazdy σ Octantis gwiazdozbioru Oktanta.

## Precesja
Na skutek precesji osi Ziemi bieguny niebieskie zmieniają swoje położenie, poruszając się po okręgach o środkach w biegunach ekliptyki i promieniu około 23,5°. Pełny cykl ruchu (zakreślenie pełnego okręgu) trwa około 26 tys. lat, jest to tzw. rok platoński. Krąg precesji Ziemi nie jest „gładki”, wykazuje nutację o okresie 18,6 roku i kącie 9,21 sekundy kątowej.